# Lindingaspis mackenziei
Lindingaspis mackenziei är en insektsart som beskrevs av Williams 1963. Lindingaspis mackenziei ingår i släktet Lindingaspis och familjen pansarsköldlöss.
Artens utbredningsområde är Sri Lanka. Inga underarter finns listade i Catalogue of Life.